# Гопонько Віталій Михайлович
Віта́лій Миха́йлович Гопо́нько (нар. 11 березня 1988 — 21 серпня 2014) — старший солдат Збройних сил України, учасник російсько-української війни.

## Життєвий шлях
Народився 1988 року в місті Мукачеве. Мама померла, коли Віталію було 8 років. Закінчив Мукачівський професійний ліцей, з 2007 року — на військовій службі за контрактом. Змалку мріяв бути розвідником, займався спортом, виступав за школу і ліцей, пізніше зробив остаточний вибір — після строкової служби залишився на контракт.
Командуванням був нагороджений грамотами, подяками, вдячними листами. Як заступник командира розвідувального взводу розвідувальної роти брав участь у ліквідації наслідків стихійного лиха в західних регіонах України.
Мобілізований на самому початку війни на сході України, сержант, командир відділення 128-ї окремої механізованої бригади.
Загинув під Луганськом, коли російські найманці вели артилерійський обстріл опорного пункту бригади в районі села Новоганнівка.
Без сина лишився батько Михайло Михайлович та молодший брат Віталій.
Похований у селі Лавки, Мукачівський район.

## Нагороди та вшанування
За особисту мужність і героїзм, виявлені у захисті державного суверенітету та територіальної цілісності України, вірність військовій присязі під час російсько-української війни, відзначений — нагороджений
- орденом «За мужність» III ступеня (14.3.2015, посмертно)
- нагрудним знаком «За оборону Луганського аеропорту» (посмертно)
- у червні 2015-го в Мукачівському професійному аграрному ліцеї імені Михайла Данканича відкрили меморіальну дошку на честь Віталія Гопонька
- Вшановується 21 серпня на щоденному ранковому церемоніалі вшанування українських захисників, які загинули цього дня у різні роки внаслідок російської збройної агресії[2]
- Його портрет розміщений на меморіалі «Стіна пам'яті полеглих за Україну» у Києві: секція 3, ряд 4, місце 6
- грамоти; подяки; вдячні листи[3]